# 懷恩內特鎮區 (伊利諾伊州比羅縣)
懷恩內特鎮區（英語：Wyanet Township）是位於美國伊利諾伊州比羅縣的一個行政鎮區。

## 地方資料
根據2010年美國人口普查的數據，懷恩內特鎮區的面積為93.60平方千米，當中陸地面積為93.50平方千米，而水域面積為0.10平方千米。當地共有人口1364人，而人口密度為每平方千米14.57人。